# Regierungsbezirk Nidda
Der Regierungsbezirk Nidda war zwischen 1848 und 1852 ein Regierungsbezirk im Großherzogtum Hessen.

## Geschichte
Die Revolution von 1848 im Großherzogtum Hessen führte auch zu einer Verwaltungsreform, weil die bis dahin bestehenden mittleren Verwaltungsebenen, Kreise, respektive Landratsbezirke und Provinzen, von den Bürgern als Instrumente staatlicher Unterdrückung wahrgenommen wurden. Landratsbezirke waren zudem noch eine ältere Organisationsform der Verwaltung, die in einigen standesherrlichen Gebieten bei der letzten Gebietsreform nicht angetastet worden war. All diese Verwaltungsebenen wurden abgeschafft und durch zehn Regierungsbezirke (ab 1850: elf) ersetzt. Die neue Struktur trat zum 21. August 1848 in Kraft.
Der Regierungsbezirk Nidda war einer der fünf neuen Regierungsbezirke im Bereich der ehemaligen Provinz Oberhessen. Dazu wurden die überwiegenden Teile der Kreise Nidda und Grünberg sowie der Landratsbezirk Büdingen zusammengefasst. Der Landratsbezirk Büdingen war aus einer vorhergehenden Phase der Gebietsorganisation des Großherzogtums verblieben, weil hier die Fürsten und Grafen von Isenburg als Standesherren eigenständige Herrschaftsrechte besaßen. Diese Sonderrechte wurden nun abgeschafft.
Nach dem Sieg der Reaktion wurde der Regierungsbezirk Nidda 1852 wieder aufgelöst, der zuvor aufgelöste Kreis Nidda wiederhergestellt und die neuen Kreise Büdingen und Schotten eingerichtet. Die dem Staat im Zuge der Revolution anheimgefallenen Rechte der isenburgischen Standesherren behielt er aber ein.

## Regierungskommission
Die Regierungskommission des Regierungspräsidiums Nidda wurde gebildet aus:
- Friedrich Daniel Carl Fuhr als Dirigent, zuletzt Kreisrat des Kreises Alsfeld,
- Heinrich Christoph Knorr von Rosenroth, zuletzt Sekretär des Kreises Nidda und
- Karl Wilhelm Gustav von Zangen, zuletzt Kreissekretär des Kreises Grünberg.